# NGC 2566
NGC 2566 este o galaxie spirală situată în constelația Pupa. A fost descoperită în 1785 de către William Herschel. Se află la o distanță de 22,99 de megaparseci de Pământ.